# نوو ژمیگرود
نوو ژمیگرود (به لاتین: Nowy Żmigród) یک روستا در لهستان است که در گمینا نوو ژمیگرود واقع شده‌است. نوو ژمیگرود ۲۴٫۴۱ کیلومتر مربع مساحت و ۶٬۰۷۶ نفر جمعیت دارد.